# La reina blanca
La estatua de la reina blanca (n.º de inventario, JE 31413) es una escultura que representa a Meritamón, la hija y esposa del faraón Ramsés II (1279–1213 a. C.); la parte final de las inscripciones sobre el pilar dorsal, con el nombre y títulos principales de la dama, se ha perdido. Sin embargo, la corona circular con cobras portando discos solares (que originariamente sostenía dos plumas altas y otro disco solar) y el ureo doble sobre la frente (las diosas Nejbet y Uadyet portando respectivamente la corona del Alto y del Bajo Egipto) definen claramente el rango de reina y gran esposa real, la consorte principal del soberano. Su identidad quedó esclarecida al descubrirse que el tocado y rostro muestran obvia similitud con los del gran coloso descubierto en Ajmim en 1982, con sus inscripciones identificándola como Meritamón, la hija mayor de Ramsés II y la gran esposa real Nefertari, que a su vez se convirtió en esposa real a la muerte de la madre. La mujer retratada, joven y con una ligera sonrisa, porta una peluca larga ceñida con una doble banda que sostiene el ureo, pendientes grandes redondos, en forma de botón, pulsera en la muñeca izquierda de dos vueltas de cuentas tubulares y un amplio collar, cuyas cuentas están dispuestas en forma del jeroglífico nefer, que significa "bello"; en la mano derecha, apoyada sobre el pecho, sujeta un collar menat con el contrapeso en forma de diosa Hathor, que permite identificarla también como sacerdotisa; sus pezones visibles a través del vestido ceñido de lino transparente, aparecen a modo de pequeñas rosetas. Entre los títulos conservados en la inscripción trasera, aparece: 

"Tocadora del sistro de Mut y el menat de Hathor, bailarina de Hathor.

La fina estatua aun conserva partes de la policromía original, rojo en los labios, azul oscuro en la peluca, amarillo en sus bandas, tocado y joyas recordando al oro que formaba esas piezas en la realidad. La superficie pulida evoca una piel blanca y suave. Fue descubierta en Tebas, en la por ella llamada "Capilla de la Reina Blanca" del Ramesseum, por el arqueólogo británico Flinders Petrie en 1896.
La pieza es la parte superior de una estatua rota, y nuevas excavaciones en el área en 1994 hallaron fragmentos del pie derecho, partes de una pierna y más trozos del pilar trasero.